# Listă a echipelor de fotbal din țările CONCACAF

## Anguilla
| Clubul                | Oraș          |
| --------------------- | ------------- |
| Anguilla Under-20     | The Valley    |
| Attackers             | The Valley    |
| Full Monty            | Sandy Ground  |
| Jam Boyz              | The Valley    |
| Kicks United          | The Valley    |
| Roaring Lions         | Stoney Ground |
| Spartan International | The Valley    |

## Antigua și Barbuda
| Clubul           | Oraș                |
| ---------------- | ------------------- |
| Bassa FC         | All Saint's Village |
| Empire FC        | Gray's Farm         |
| Freemansville FC | Freemans            |
| Hoppers FC       | Saint John's        |
| Liberta FC       | Liberta             |
| Old Road FC      | Old Road            |
| Parham FC        | Parham              |
| Sap FC           | Bolans              |
| Sea View Farm FC | Sea View Farm       |
| Villa Lions FC   | Saint John's        |

## Antilele Olandeze
Bonaire League
| Clubul             | Oraș            |
| ------------------ | --------------- |
| Atlétiko Tera Corá | Tera Corá       |
| SV Estrellas       | Noord di Saliña |
| SV Juventus        | Antriol         |
| Real Rincon        | Rincon          |
| SV Uruguay         | Antriol         |
| Vespo Rincon       | Rincon          |
| SV Vitesse         | Antriol         |

Curaçao League
| Clubul              | Oraș       |
| ------------------- | ---------- |
| SVCSD Barber        | Barber     |
| RKSVC Dominguito    | Dominguito |
| Hubentut Fortuna    | Willemstad |
| CRKSV Jong Colombia | Boca Samí  |
| CRKSV Jong Holland  | Willemstad |
| RKVFC Sithoc        | Mahuma     |
| SUBT                | Willemstad |
| UnDeBa              | Bandabou   |
| VESTA               | Willemstad |
| SV Victory Boys     | Bandariba  |

## Aruba
| Clubul                    | Oraș       |
| ------------------------- | ---------- |
| SV Britannia              | Paradera   |
| SV Caiquetio              | Paradera   |
| SV Dakota                 | Oranjestad |
| SV Deportivo Nacional     | Noord      |
| SV Estrella               | Santa Cruz |
| SV Independiente Caravel  | Santa Cruz |
| SV Jong Aruba             | Noord      |
| SV Juventud Tanki Leender | Noord      |
| SV La Fama                | Savaneta   |
| SV Racing Club Aruba      | Oranjestad |

## Bahamas
Abaco Football League
| Clubul                        | Oraș          |
| ----------------------------- | ------------- |
| Auskell Medics                | Marsh Harbour |
| Bahama Beach Club Tigers      | Treasure Cay  |
| Bahama Stars                  | Treasure Cay  |
| Island Care Wireless Showoffs | Marsh Harbour |
| Stanley's Steelers            | Marsh Harbour |
| Vitamalt Abacom United        | Marsh Harbour |

Grand Bahama Football League
| Clubul             | Oraș              |
| ------------------ | ----------------- |
| Lions FC           | Freeport, Bahamas |
| Brita Red Bulls    | Freeport, Bahamas |
| Freeport FC        | Freeport, Bahamas |
| Haitian Superstars | Freeport, Bahamas |

New Providence Football League
| Clubul             | Oraș   |
| ------------------ | ------ |
| Bears FC           | Nassau |
| Caledonia Celtic   | Nassau |
| Gunite Pool Sharks | Nassau |
| FC Nassau          | Nassau |
| United FC          | Nassau |

## Barbados
| Clubul                                | Oraș                 |
| ------------------------------------- | -------------------- |
| Ajax Construction Silver Sands        | Bridgetown, Barbados |
| Arawak Cement Youth Milan             | Speightstown         |
| Barbados Defence Force                | Bridgetown, Barbados |
| Carib Eden Stars                      | Eden Lodge           |
| Claytons Kola Tonic Notre Dame        | Bridgetown, Barbados |
| First Call Brittons Hill              | Bridgetown, Barbados |
| Ricky's Driving School Haggatt Hall   | Haggart Hall         |
| Tropical Laundries Pride of Gall Hill | Oistins              |
| Tudor Bridge                          | Tudor Bridge         |
| Valrico Technico                      | Bridgetown, Barbados |

## Belize
| Clubul              | Oraș              |
| ------------------- | ----------------- |
| Acros Lake          | Belize City       |
| Alpha               | Orange Walk,      |
| F.C. Belize         | Belize City,      |
| Belmopan United     | Belmopan,         |
| Benque Viejo United |                   |
| Boca F.C.           | Independence      |
| Calcutta Bulls      |                   |
| Cayo Avengers       | San Ignacio,      |
| Hankook Verdes      | San Ignacio,      |
| Kremandala          |                   |
| Juventus            | Orange Walk       |
| Mango Creek F.C.    |                   |
| New Site Erei       |                   |
| Placencia Pirates   |                   |
| San Pedro Seahawks  | San Pedro, Belize |
| Wagiya              | Dangriga          |

## Bermuda
| Clubul                           | Oraș     |
| -------------------------------- | -------- |
| Boulevard Community Club Blazers | Hamilton |
| Dandy Town Hornets               | Hamilton |
| Devonshire Cougars               | Hamilton |
| North Village Community Club     | Hamilton |
| Ireland Rangers                  | Ireland  |
| North Village Rams               | Hamilton |
| PHC Zebras                       | Somerset |
| Somerset Trojans                 | Somerset |

## Canada
| Clubul                   | Oraș          |
| ------------------------ | ------------- |
| Brampton Stallions       | Brampton      |
| Caribbean Selects        | Toronto       |
| Italia Shooters          | Vaughan       |
| Laval Dynamites          | Laval         |
| London City              | London        |
| North York Astros        | North York    |
| Oakville Blue Devils     | Oakville      |
| St Catharines Wolves     | St Catharines |
| Serbian White Eagles     | Toronto       |
| Toronto Croatia          | Mississauga   |
| Toronto Supra Portuguese | Toronto       |
| Windsor Border Stars     | Windsor       |

## Costa Rica
| Clubul                  | Oraș           |
| ----------------------- | -------------- |
| LD Alajuelense          | Alajuela       |
| Brujas FC               | Escazú         |
| AD Carmelita            | Alajuela       |
| C.S. Cartaginés         | Cartago        |
| CS Herediano            | Heredia        |
| Municipal Liberia       | Liberia        |
| Municipal Pérez Zeledón | San Isidro     |
| Puntarenas FC           | Puntarenas     |
| AD San Carlos           | Ciudad Quesada |
| AD Santacruceña         | Santa Cruz     |
| Santos                  | Guápiles       |
| Deportivo Saprissa      | San José       |

## Cuba
| Clubul                 | Oraș                  |
| ---------------------- | --------------------- |
| FC Camagüey            | Camagüey              |
| FC Ciego de Ávila      | Ciego de Ávila        |
| FC Cienfuegos          | Cienfuegos            |
| FC Ciudad de La Habana | Havana                |
| FC Granma              | Bayamo                |
| FC Guantánamo          | Guantánamo            |
| FC La Habana           | Havana                |
| FC Holguín             | Holguín               |
| FC Isla de La Juventud | Nueva Gerona          |
| FC Matanzas            | Matanzas              |
| FC Pinar del Río       | Pinar del Río         |
| FC Sancti Spíritus     | Sancti Spíritus       |
| FC Santiago de Cuba    | Santiago de Cuba      |
| FC Las Tunas           | Victoria de Las Tunas |
| FC Villa Clara         | Santa Clara           |

## Dominica
| Clubul                         | Oraș          |
| ------------------------------ | ------------- |
| ACS Zebbians                   | Goodwill      |
| Cable & Wireless Pointe Michel | Pointe Michel |
| Fone Shack Bombers             | Portsmouth    |
| 4D Bath Estate                 | Roseau        |
| Harris Paints Harlem United    | Newtown       |
| RC Grand Bazaar Dublanc        | Dublanc       |
| Sagicor South East             | La Plaine     |
| RIC Kensboro United            | Roseau        |

## El Salvador
| Clubul                      | Oraș                 |
| --------------------------- | -------------------- |
| Alianza FC                  | San Salvador         |
| CD Aguila                   | San Miguel           |
| CD Chalatenango             | Chalatenango         |
| CD FAS                      | Santa Ana            |
| Independiente Nacional 1906 | San Vicente          |
| AD Isidro Metapán           | Metapán              |
| CD Luis Angel Firpo         | Usulután             |
| Once Municipal              | Ahuachapán           |
| San Salvador FC             | San Salvador         |
| CD Vista Hermosa            | San Francisco Gotera |

## Grenada
| Clubul                     | Oraș           |
| -------------------------- | -------------- |
| ASOMS Paradise             | Grenville      |
| Carib Hurricanes           | Sauteurs       |
| Chantimelle                | Chantimelle    |
| Dano Eagles Super Strikers | Sauteurs       |
| Fontenoy United            | Saint George's |
| Glenelg Spring Water GBSS  | Saint George's |
| Hard Rock                  | Plains         |
| D'Sports Shop Morne Jaloux | Morne Jaloux   |
| Police                     | Saint George's |
| Anchor Queens Park Rangers | River Road     |

## Guadeloupe
| Clubul        | Oraș            |
| ------------- | --------------- |
| AJSS          | Terre-de-Haut   |
| Amical MG     | Capesterre      |
| Etoile MAL    | Morne-à-l'Eau   |
| La Frégate    | Deshaies        |
| La Gauloise   | Basse-Terre     |
| AS Gosier     | Le Gosier       |
| Juventus SA   | Sainte-Anne     |
| CS Moule      | Le Moule        |
| Phare         | Petit Canal     |
| Racing Club   | Basse-Terre     |
| Red Star      | Pointe-à-Pitre  |
| Siroco        | Le Gosier       |
| Solidarité SC | Pointe-à-Pitre  |
| JSVH          | Vieux-Habitants |

## Guatemala
| Clubul             | Oraș              |
| ------------------ | ----------------- |
| CSD Comunicaciones | Guatemala City    |
| CD Heredia         | Morales           |
| CD Jalapa          | Jalapa            |
| CD Marquense       | San Marcos        |
| CD Mictlán         | Asunción Mita     |
| CSD Municipal      | Guatemala City    |
| CD Petapa          | San Miguel Petapa |
| CD Suchitepéquez   | Mazatenango       |
| Club Xelajú MC     | Quetzaltenango    |
| CD Zacapa          | Zacapa            |

## Guiana
Bartica Football Association Banks Milk Stout Division One
| Clubul        | Oraș    |
| ------------- | ------- |
| Beacon's      | Bartica |
| Lazio         | Bartica |
| Rising Stars  | Bartica |
| Wolves United | Bartica |

Berbice Football Association Banks Milk Stout League
| Clubul                    | Oraș                              |
| ------------------------- | --------------------------------- |
| Arsenal                   | New Amsterdam, Guiana             |
| Corentyne All Stars       | Corentyne, East Berbice-Corentyne |
| Cougars                   | New Amsterdam, Guiana             |
| Goal Getters              | New Amsterdam, Guiana             |
| Monedderlust              | Village No5                       |
| Napoli                    | East Canje                        |
| New Amsterdam Univerisity | New Amsterdam, Guiana             |
| Paradise Invaders         | Paradise                          |
| Rosignol United           | Rosignol                          |

East Bank Football Union Splashmin's Senior Football League
| Clubul              | Oraș               |
| ------------------- | ------------------ |
| Banks SC            | East Bank, Guiana  |
| East Bank United    | East Bank, Guiana  |
| Grove Hi-Tec Reform | East Bank, Guiana  |
| Kuru Kuruu Lions    | Kuru Kuruu, Guiana |
| Mocha Champs        | Mocha/Arcadia      |
| Soesdyke Falcons    | Soesdyke           |
| Timehri Panthers    | Timehri, Guiana    |

East Coast Demerara League
| Clubul                         | Oraș               |
| ------------------------------ | ------------------ |
| Ann's Grove                    | Ann's Grove        |
| Beterverwagting/Triumph United | Beterverwagting    |
| Black Stallions                | Georgetown, Guiana |
| Buxton                         | Buxton             |
| Carib Boys                     | Georgetown, Guiana |
| Enterprise                     | Enterprise         |
| Golden Stars                   | Georgetown, Guiana |
| Mahaica                        | Mahaicony          |
| Melanie Lions                  | Melanie            |
| Plaisance                      | Plaisance          |
| Victoria Kings                 | Victoria           |
| Vigilance                      | Vigilantie         |

EPFA Banks DIH Milk Stout League
| Clubul                                | Oraș               |
| ------------------------------------- | ------------------ |
| Atlanta Flames                        | Devonshire Castle  |
| Charity                               | Charity            |
| Henrietta United                      | Henrietta          |
| New Opportunity Corporation/Suddie FC | Suddie             |
| Queenstown United                     | Queenstown, Guiana |
| Supenaam All Stars                    | Supenaam           |

Georgetown Football League
| Clubul           | Oraș               |
| ---------------- | ------------------ |
| Alpha United     | Georgetown, Guiana |
| Beacon's         | Georgetown, Guiana |
| Camptown         | Georgetown, Guiana |
| Fruta Conquerors | Georgetown, Guiana |
| GDF              | Georgetown, Guiana |
| Pele             | Georgetown, Guiana |
| Santos           | Georgetown, Guiana |
| Western Tigers   | Georgetown, Guiana |

Upper Demerara Super League
| Clubul                | Oraș   |
| --------------------- | ------ |
| Amelia's Ward         | Linden |
| Blueberry Hill United | Linden |
| Eagles United         | Linden |
| Milerock              | Linden |
| Net Rockers           | Linden |
| Silver Shattas        | Linden |
| Topp XX\|Linden       |        |
| Winners Connection    | Linden |

## Guiana Franceză
| Clubul           | Oraș                       |
| ---------------- | -------------------------- |
| ASC Aguado       | Saint-Laurent-du-Maroni    |
| AJ Balata Abriba | Roura                      |
| Cosma Foot       | Saint-Laurent-du-Maroni    |
| CSCC             | Cayenne                    |
| EF Iracoubo      | Iracoubo                   |
| ASC Le Geldar    | Kourou                     |
| US Macouria      | Macouria                   |
| US Matoury       | Macouria                   |
| AS Oyapock       | Saint-Georges-de-l'Oyapock |
| ASC Rémiré       | Rémiré-Montjoly            |
| AJ Saint-Georges | Cayenne                    |
| US Sinnamary     | Sinnamary                  |

## Haiti
| Clubul          | Oraș           |
| --------------- | -------------- |
| Aigle Noir AC   | Port-au-Prince |
| Baltimore SC    | Saint-Marc     |
| AS Capoise      | Cap-Haïtien    |
| AS de Carrefour | Carrefour      |
| Cavaly AS       | Léogâne        |
| Don Bosco FC    | Pétionville    |
| Dynamite AC     | Saint-Marc     |
| US Frères       | Freres         |
| RC Haïtien      | Port-au-Prince |
| AS Mirebalais   | Mirebalais     |
| Racing FC       | Gonaïves       |
| Roulado FC      | Gonaïves       |
| Tempête FC      | Saint-Marc     |
| Victory FC      | Port-au-Prince |
| Violette AC     | Port-au-Prince |
| Zénith FC       | Cap-Haïtien    |

## Honduras
| Clubul             | Oraș           |
| ------------------ | -------------- |
| Atlético Olanchano | Catacamas      |
| Broncos UNAH       | Choluteca      |
| Hispano FC         | Comayagua      |
| CD Marathón        | San Pedro Sula |
| CD Motagua         | Tegucigalpa    |
| CD Olimpia         | Tegucigalpa    |
| CD Platense        | Puerto Cortés  |
| Real España        | San Pedro Sula |
| CD Victoria        | La Ceiba       |
| CD Vida            | La Ceiba       |

## Insulele Cayman
| Clubul                    | Oraș        |
| ------------------------- | ----------- |
| Academy FC                | North Side  |
| Bodden Town FC            | Bodden Town |
| East End United FC        | East End    |
| Future FC                 | West Bay    |
| George Town SC            | George Town |
| FC International          | George Town |
| Latinos FC                | George Town |
| Western Union FC          | George Town |
| North Side SC             | North Side  |
| Roma United SC            | George Town |
| Scholars International FC | West Bay    |
| Sunset FC                 | George Town |
| Tigers FC                 | George Town |

## Insulele Turks and Caicos
| Clubul              | Oraș           |
| ------------------- | -------------- |
| Beaches             | Providenciales |
| Caribbean All Stars | Providenciales |
| Cost Right          | Providenciales |
| KPMG United         | Providenciales |
| Provopool Celtic    | Providenciales |
| SWA Sharks          | Providenciales |

## Insulele Virgine Americane
St Croix Soccer League
| Clubul    | Oraș |
| --------- | ---- |
| Chelsea   |      |
| Helenites |      |
| Rovers    |      |
| Skills    |      |

St Thomas Soccer League
| Club           | City |
| -------------- | ---- |
| La Raza        |      |
| New Vibes      |      |
| Positive Vibes |      |
| UWS Gunners    |      |
| Waitikubuli    |      |

## Insulele Virgine Britanice
The Earl Wilson Memorial League
| Clubul                      | Oraș       |
| --------------------------- | ---------- |
| Black Stars                 | The Valley |
| British Virgin Islands U-21 | Road Town  |
| Hairoun Stars               | The Valley |
| Kickers United              | The Valley |
| Rangers                     | The Valley |
| Sugar Boys                  | The Valley |
| Wolves                      | Road Town  |

Tortola League
| Club                    | City       |
| ----------------------- | ---------- |
| Ballers                 | Road Town  |
| East End Connections    | East End   |
| Experience XI           | Road Town  |
| HBA Panthers            | Road Town  |
| Manchester Masters      | Road Town  |
| Valencia                | Road Town  |
| Virgin Gorda University | The Valley |
| Wolves                  | Road Town  |

## Jamaica
| Clubul          | Oraș           |
| --------------- | -------------- |
| Arnett Gardens  | Kingston       |
| August Town     | August Town    |
| Boys Town       | Kingston       |
| Harbour View    | Kingston       |
| Portmore United | Portmore       |
| Reno            | Savanna-la-Mar |
| Seba United     | Montego Bay    |
| Tivoli Gardens  | Kingston       |
| Village United  | Falmouth       |
| Waddah          | Montego Bay    |
| Waterhouse      | Kingston       |

## Martinica
| Clubul            | Oraș                     |
| ----------------- | ------------------------ |
| Aiglon            | Le Lamentin              |
| Assaut            | Saint-Pierre, Martinique |
| CS Case-Pilote    | Case-Pilote              |
| Club Colonial     | Fort-de-France           |
| Club Franciscain  | Le François              |
| Club Péléen       | Le Morne Rouge           |
| US Diamantinoise  | Le Diamant               |
| Golden Star       | Fort-de-France           |
| Good Luck         | Fort-de-France           |
| Gri-Gri Pilotin   | Rivière-Pilote           |
| Réveil-Sportif    | Gros-Morne               |
| RC Rivière-Pilote | Rivière-Pilote           |
| RC Saint-Joseph   | Saint-Joseph             |
| Samaritaine       | Sainte-Marie, Martinique |

## Mexic
| Clubul      | Oraș             |
| ----------- | ---------------- |
| America     | Mexico City      |
| Atlante     | Cancun           |
| Atlas       | Guadalajara      |
| Guadalajara | Guadalajara      |
| Cruz Azul   | Mexico City      |
| Chiapas     | Tuxtla Gutiérrez |
| Monterrey   | Monterrey        |
| Morelia     | Morelia          |
| Necaxa      | Aguascalientes   |
| Pachuca     | Pachuca          |
| Puebla      | Puebla           |
| San Luis    | San Luis Potosí  |
| Santos      | Torreón          |
| Toluca      | Toluca           |
| U.A.G.      | Zapopan          |
| U.A.N.L.    | Monterrey        |
| U.N.A.M.    | Mexico City      |
| Veracruz    | Veracruz         |

## Montserrat
| Club                                   | City   |
| -------------------------------------- | ------ |
| Ideal SC                               | Brades |
| Montserrat Secondary School            | Brades |
| Montserrat Volcano Observatory Tremors | Brades |
| Royal Montserrat Police Force          | Brades |

## Nicaragua
| Clubul             | Oraș       |
| ------------------ | ---------- |
| América            | Managua    |
| CD Bluefields      | Bluefields |
| Diriangén FC       | Diriamba   |
| Deportivo Jalapa   | Jalapa     |
| CD Masatepe        | San Marcos |
| Real Estelí        | Estelí     |
| Real Madriz        | Somoto     |
| FC San Marcos      | San Marcos |
| Scorpión FC        | Chinandega |
| CD Walter Ferretti | Managua    |

## Panama
| Clubul              | Oraș                 |
| ------------------- | -------------------- |
| Alianza FC          | Chilibre             |
| Atlético Chiriquí   | David                |
| Atlético Veragüense | Santiago de Veraguas |
| CD Árabe Unido      | Colón                |
| CD Policía Nacional | Panama City          |
| Municipal Chorrillo | Balboa               |
| Plaza Amador        | Panama City          |
| San Francisco FC    | Panama City          |
| Sporting '89        | Panama City          |
| Tauro FC            | Panama City          |

## Puerto Rico
| Clubul                     | Oraș      |
| -------------------------- | --------- |
| Académicos de Quintana     | Hato Rey  |
| Atlético Levittown         | Levittown |
| Caguas Huracán Criollos FC | Caguas    |
| Fraigcomar                 | San Juan  |
| CDF Guaynabo               | Guaynabo  |
| Tornados de Humacao        | Humacao   |

## Republica Dominicană
| Clubul            | Oraș                                |
| ----------------- | ----------------------------------- |
| Deportivo Pantoja | Santo Domingo                       |
| Barcelona         | Santo Domingo                       |
| Don Bosco         | Moca, Dominican Republic            |
| San Cristóbal     | San Cristóbal, Republica Dominicană |
| Casa de España    | Santo Domingo                       |
| Montellano        | San Felipe de Puerto Plata          |

## Saint-Martin
Saint-Martin Première Division
| Clubul                   | Oraș                  |
| ------------------------ | --------------------- |
| FC Concordia             | Concordia             |
| Jah Rebels               | Marigot               |
| Junior Stars             | Marigot               |
| Juventus de Saint-Martin | Marigot               |
| FC Marigot               | Marigot               |
| Orleans Attackers        | Orleans               |
| Sporting Club            | Marigot               |
| St-Louis Stars           | Saint-Louis           |
| Tigers                   | Marigot               |
| United Stars             | Marigot, Saint-Martin |

Saint-Barthélemy Première Division
| Clubul         | Oraș                      |
| -------------- | ------------------------- |
| ASPSB          | Lorient, Saint-Barthélemy |
| ASSCO          | Lorient, Saint-Barthélemy |
| Beach-Hôtel    | Gustavia                  |
| Diables Rouges | Gustavia                  |
| FC Gustavia    | Gustavia                  |
| Carcajou       | Gustavia                  |

## Sfânta Lucia
| Clubul            | Oraș           |
| ----------------- | -------------- |
| Anse La Raye      | Anse La Raye   |
| Big Players       | Marchand       |
| Canaries          | Canaries       |
| Elite Challengers | Soufrière      |
| GSYO              | Soufrière      |
| Laborie           | Laborie        |
| Micoud            | Micoud         |
| Northern United   | Gros Islet     |
| NYAH              | Marchand       |
| Pakis             | Micoud         |
| Pioneers          | Castries       |
| Roseau Valley     | Roseau Valley  |
| Rovers United     | Mabouya Valley |
| VSADC             | Castries       |

## Sfântul Kitts și Nevis
| Clubul                           | Oraș         |
| -------------------------------- | ------------ |
| Cayon Rockets                    | Cayon        |
| Conaree United                   | Conaree      |
| Garden Hotspurs                  | Basseterre   |
| Newtown United                   | Basseterre   |
| St Paul's United                 | Basseterre   |
| St Peter's                       | St Peter's   |
| St Thomas Trinity Strikers       | Saint Thomas |
| Village Superstars               | Basseterre   |
| Washington Archibald High School | Basseterre   |

## Sfântul Vincent și Grenadine
| Clubul                               | Orașul                                           |
| ------------------------------------ | ------------------------------------------------ |
| Arnos Vale                           | Arnos Vale, Saint Vincent and the Grenadines     |
| Barroullie                           | Barroullie                                       |
| Bequia                               | Port Elizabeth, Saint Vincent and the Grenadines |
| Brighton                             | Brighton, Saint Vincent and the Grenadines       |
| Calliaqua                            | Calliaqua                                        |
| Kingstown                            | Kingstown                                        |
| Layou                                | Layou                                            |
| Marriaqua                            | Marriaqua                                        |
| North East                           |                                                  |
| North Leeward                        | Chateaubelair                                    |
| Saint Vincent and the Grenadines U20 | Kingstown                                        |
| Sion Hill                            | Sion Hill                                        |
| South Leeward                        |                                                  |
| Stubbs                               | Stubbs                                           |

## Sint Maarten
| Clubul    | Oraș                      |
| --------- | ------------------------- |
| C&D       | Philipsburg               |
| NAGICO    | Philipsburg               |
| Para Boys | Philipsburg, Sint Maarten |

## Statele Unite ale Americii
| Clubul                 | Oraș                        |
| ---------------------- | --------------------------- |
| Chicago Fire           | Bridgeview, Illinois        |
| Chivas USA             | Carson, California          |
| Colorado Rapids        | Denver, Colorado            |
| Columbus Crew          | Columbus, Ohio              |
| FC Dallas              | Frisco, Texas               |
| DC United              | Washington, D.C.            |
| Houston Dynamo         | Houston, Texas              |
| Kansas City Wizards    | Kansas City, Missouri       |
| Los Angeles Galaxy     | Carson, California          |
| New England Revolution | Foxboro, Massachusetts      |
| Red Bull New York      | East Rutherford, New Jersey |
| Real Salt Lake         | Salt Lake City Utah         |

## Surinam
| Clubul               | Oraș           |
| -------------------- | -------------- |
| Boskamp              | Groningen      |
| SV Cosmos            | Paramaribo     |
| Inter Moengotapoe    | Moengo         |
| Jai Hanuman          | Paramaribo     |
| SV Leo Victor        | Paramaribo     |
| FCS Nacional         | Paramaribo     |
| SV Robinhood         | Paramaribo     |
| Royal '95            | Paramaribo     |
| Super Red Eagles     | Paramaribo     |
| SCVS Takdier Boys    | Nieuw-Nickerie |
| SV Transvaal         | Paramaribo     |
| SV Voorwaarts        | Paramaribo     |
| Walking Bout Company | Paramaribo     |

## Trinidad-Tobago
| Clubul                   | Oraș          |
| ------------------------ | ------------- |
| Caledonia AIA            | Tunapuna      |
| Defence Force FC         | Port of Spain |
| Joe Public FC            | Tunapuna      |
| North East Stars         | Sangre Grande |
| San Juan Jabloteh        | Port of Spain |
| South Starworld Strikers | Couva         |
| Superstar Rangers        | Port of Spain |
| Tobago United            | Bacolet       |
| United Petrotrin         | Port of Spain |
| W Connection             | Marabella     |